# Giuseppe La Napola da Trapani
Giuseppe La Napola, connu aussi sous sa forme latinisée, méconnaissable, de « Iuniperus a Drepano », né en 1586 à Trapani et mort dans cette même ville le 30 novembre 1649, est un théologien franciscain italien, originaire de la Province de Sicile.

## Biographie
Entré au Collège Saint Bonaventure à Rome en 1605, il a ensuite enseigné au couvent de Bologne (1613-1616), puis régent des études à Padoue (1617), et élu provincial de Sicile en 1618, charge que le ministre général Montanari ne rend effective qu'à la condition de terminer sa charge d'enseignement. On pu encore supposer qu'il a été régent des études à Naples en 1623 pour une durée indéterminée. En 1625, il retourna à Trapani où il resta jusqu'à la fin de ses jours. Il n'a pas laissé d'œuvre publiée, mais on doit le retenir comme le maître napolitain du grand scotiste Bartolomeo Mastri. Il est possible qu'il ait rejoint les rangs de la réforme, puisqu'une ode de 1641 dédiée à Francisco del Castillo le présente comme « Pater Provinciae Siciliae ordinis Reformatorum ».